# Vila Rica (poema)
Vila Rica é um poema épico escrito pelo poeta brasileiro Cláudio Manuel da Costa em 1773 que exalta fatos ocorridos na inconfidência mineira e também os bandeirantes que fundaram diversas cidades em Minas Gerais. Narra, em versos, a história de fundação de Minas Gerais, que se dá com a viagem de Antônio Albuquerque Coelho de Carvalho às Minas Gerais, no início do século XVIII, resolvendo o conflito da Guerra dos Emboabas. O poema possui dez cantos e usa versos decassílabos com rimas emparelhadas.
Costa teria trazidos elementos de um poema perdido sobre a descoberta das esmeraldas, de autoria de Diogo Grasson (ou Garção) Tinoco, cujas quatro estrofes conhecidas ele transcreveu no capítulo Fundamento Histórico (cf. Obras Poetas de Cláudio Manuel da Costa, Garnier, Rio de Janeiro, t. II, págs. 175-79).
Cultivou a poesia bucólica, pastoril, na qual menciona a natureza como refúgio.
Vila Rica é também o local no qual a cabeça de Tiradentes foi exposta após sua execução em 1792.